# Valul (pictură de Gauguin)
Valul este o pictură din 1888 realizată de Paul Gauguin. Acesta a fost achiziționat de David Rockefeller, un director executiv financiar american, în 1966.
Acesta a fost deținut de scriitorul american care locuia la Paris, Alden Brooks, până în 1934, iar ulterior a fost dăruit Filippei Brooks Veren din Big Sur, California, care l-a vândut la licitație la Galeriile Parke-Bernet din New York, la 19 mai 1966, când a fost cumpărat de David Rockefeller.